# Zamach w Turku (2017)
Zamach w Turku – atak o prawdopodobnym podłożu terrorystycznym, który miał miejsce 18 sierpnia 2017 roku w Turku w Finlandii.

## Przebieg
Do zamachu doszło 18 sierpnia 2017 roku około godziny 16:00 czasu lokalnego, gdy 18-letni uchodźca z Maroka, Abderrahman Meszka, zaatakował nożem przechodniów (głównie kobiety). W wyniku ataku dwie kobiety, (obywatelki Finlandii) zmarły. Łącznie obrażenia odniosło osiem osób (w tym dwóch cudzoziemców). Żadna organizacja nie przyznała się do zorganizowania tego zamachu.